# Yandex地图编辑器
Yandex Map Editor是Yandex為了擴大Yandex地圖提供的服務面而開發的另一項產品。
由於無法獲得一些國家的地圖數據，為了對抗這一難題，Yandex決定向特定地區的協作社區開放Yandex地圖。
這個計劃與OpenStreetMap很類似，不同的是OpenStreetMap的地圖數據遵循知識共享協議，而用戶在Yandex地图编辑器中創建的地圖數據則是屬於Yandex的知識產權。
該計劃最終的目標是獲得具一定高質量的地圖數據，用於現有的Yandex地圖服務中。

## 介面
用戶可以直接在地圖繪製已經繪製的部分，並可以添加項目，如道路，鐵路，河流等。
此外，用戶可以在地圖上添加特定的建築物和服務，例如本地商家和服務。 乍看之下該網站與Yandex地圖看起來完全相同，並且提供了三種視圖（地圖，衛星和混合），允許用戶查看地圖數據，該地區的衛星圖像或兩者的組合。
透過搜尋或瀏覽工具，貢獻者可以添加和編輯地圖上的現有功能。 

## 資料來源
1. ↑  http://telecom.arka.am/en/news/development/yandex_launches_in_armenia_first_in_the_world_localized_map_editor_/ （页面存档备份，存于） Yandex launches in Armenia first in the world localized map editor

## 外部連結
- Yandex Map Editor （页面存档备份，存于）
- 博客 （页面存档备份，存于）
- 博客在中国